# Maria Hulewiczowa
Maria Hulewiczowa z domu Kaliska, po pierwszym mężu Hulewicz, po drugim mężu Przymanowska, ps. literacki Maria Brzeska (ur. 30 września 1913 w Wilnie, zm. 15 marca 1978 w Warszawie) – polska działaczka ruchu ludowego, współpracownica i osobista sekretarka Stanisława Mikołajczyka, tłumaczka literatury z języka francuskiego i angielskiego (m.in. powieści Zamczysko w Otranto Horacego Walpole’a i opowiadań Oscara Wilde’a), współautorka scenariusza serialu Czterej pancerni i pies (we współpracy z mężem Januszem Przymanowskim).

## Życiorys
Jej ojciec, Henryk Kaliski, był działaczem PPS. Ukończył politechnikę w Liège, w Wilnie pracował w fabryce czekolady Bunimowicza. Matka, Maria Bronisława Sachs, pochodziła z rodziny żydowskiej. Po wybuchu I wojny światowej rodzina przeniosła się do Petersburga, gdzie ojciec znalazł zatrudnienie jako specjalista w Zakładach Putiłowskich. Po odzyskaniu niepodległości przez Polskę wrócili do kraju, zamieszkali w Niechcicach koło Piotrkowa Trybunalskiego.
Otrzymała staranne wykształcenie, studiowała filologię polską na Uniwersytecie Józefa Piłsudskiego w Warszawie oraz równocześnie w Wyższej Szkole Dziennikarskiej. W czasie studiów zaprzyjaźniła się ze Stanisławem Dubois, wstąpiła do OM TUR. Również podczas studiów poznała swojego przyszłego męża, doktora Jana Hulewicza (1907–1980), historyka kultury i oświaty. Ślub wzięli 2 lipca 1934. Po ślubie oboje wyjechali do Paryża, gdzie Jan Hulewicz prowadził badania archiwalne, szukając źródeł do swej pracy habilitacyjnej. W czasie rocznej podróży Maria Hulewiczowa odwiedziła Francję, Belgię, Szwajcarię i Niemcy. Po powrocie zdecydowała się kontynuować studia (przerwane urlopem dziekańskim) na Uniwersytecie Jagiellońskim.
Za pośrednictwem Stanisława Kota, u którego asystentem był Jan Hulewicz, Maria Hulewiczowa zetknęła się ze środowiskiem ludowców. Mocno zaangażowała się w ruch ludowy. Wstąpiła do Związku Młodzieży Wiejskiej Rzeczypospolitej Polskiej „Wici”, rozpoczęła pracę w Sekcji Kobiet Stronnictwa Ludowego. Po wybuchu II wojny światowej Hulewiczowa znalazła się w konspiracyjnym SL „Roch”; współpracowała ze Stanisławem Mierzwą, dzięki któremu została zatrudniona w Radzie Głównej Opiekuńczej w Krakowie. Była także współzałożycielką Ludowego Związku Kobiet. Niezależnie od działalności w ruchu ludowym, w latach 1940–1941 organizowała komplety gimnazjalne i uczyła młodzież.
W 1942 r. jej rodzice zostali aresztowani przez Niemców: matka została osadzona w getcie, ojca wysłano do Auschwitz, gdzie został zamordowany. Sama Maria Hulewicz, poszukiwana przez Gestapo, zmuszona była opuścić Polskę. W październiku 1942 r. południowym szlakiem kurierskim wyruszyła na Węgry. Znalazła zatrudnienie w placówce rządu londyńskiego w Budapeszcie. Placówka ta była punktem łączności między Warszawą a Londynem, tamtędy przerzucano podziemną prasę oraz szyfry. Hulewiczowa pracowała początkowo jako maszynistka, następnie sekretarka. Za pracę kurierską Hulewiczowa otrzymała stopień porucznika i została odznaczona Krzyżem Walecznych.
W 1943 r. Marii Hulewiczowej powierzono zadanie przerzucenia do Londynu – przez Stambuł, Jerozolimę i Kair – 16-letniego Mariana Mikołajczyka (1926–2003), syna prezesa PSL Stanisława. W Londynie Hulewiczowa rozpoczęła pracę w Wydziale Społecznym MSW. Przygotowywała audycje dla radiostacji Świt, opracowywała po angielsku biuletyny informacyjne dla Winstona Churchilla i Franklina Delano Roosevelta.
W Londynie została opublikowana jej książka Through a Woman’s Eyes. Life in Poland under the German Occupation (Oczami kobiety. Życie w Polsce pod okupacją niemiecką) pod pseudonimem „Maria Brzeska”. Była to pierwsza relacja w Europie Zachodniej i Ameryce naocznego świadka o sytuacji w okupowanej Polsce. Maria Hulewiczowa organizowała w Londynie także promocje innych publikacji o Polsce wydanych na emigracji, w szczególności Tajne państwo Jana Karskiego.
Po utworzeniu rządu, w którym Stanisław Mikołajczyk objął funkcję wicepremiera oraz ministra rolnictwa i reform rolnych, Maria Hulewicz wróciła do kraju. Została zatrudniona w Prezydium Rady Ministrów na stanowisku radcy, a do jej obowiązków należało prowadzenie sekretariatu wicepremiera Stanisława Mikołajczyka. Zamieszkała razem z nim, była ważną osobą w jego życiu. Według dokumentów Departamentu III SB łączyły ich stosunki intymne.
W 1947 r., po sfałszowanych wyborach do Sejmu Ustawodawczego, gdy Stanisław Mikołajczyk przestał pełnić funkcje rządowe, Maria Hulewiczowa rozpoczęła pracę w Sekretariacie Generalnym Polskiego Stronnictwa Ludowego.
W październiku 1947 r. Mikołajczyk potajemnie opuścił Polskę na pokładzie statku Baltavia. Tegoż dnia jego współpracownicy i przyjaciele: Maria Hulewicz, Mieczysław Dąbrowski i Wincenty Bryja podjęli próbę wyruszenia przez Tatry Wysokie – szlakiem kurierskim – do Czechosłowacji i następnie na Zachód. Próba ta zakończyła się niepowodzeniem. Działacze PSL zostali aresztowani na terenie Czechosłowacji i przewiezieni do Warszawy. Przez Ministerstwo Bezpieczeństwa Publicznego zostali potraktowani jako dywersanci i szpiedzy Mikołajczyka.
Wyrokiem z 8 października 1951 skazano ją na 7 lat więzienia z utratą praw na 5 lat i przepadkiem mienia. Po zwolnieniu z więzienia w maju 1954 r. zamieszkała w Krakowie. W 1959 r. poznała oficera Wojska Polskiego Janusza Przymanowskiego i po kilku latach wspólnego mieszkania, w 1964 r., została jego żoną.
Od wyjścia z więzienia była pod stałą obserwacją funkcjonariuszy MBP. Była tego doskonale świadoma, przed zawarciem małżeństwa kontaktowała się z Czesławem Wycechem, ówczesnym marszałkiem Sejmu, z prośbą o dyskretne zasięgnięcie informacji, czy jej osoba nie zaszkodzi w karierze wojskowej Przymanowskiego.
Małżeństwo Marii i Janusza Przymanowskich było bardzo udane. Współpracowali ze sobą także na gruncie zawodowym, Przymanowski nazywał ją „współpartnerką w dyskusjach nad pomysłami i pierwszą czytelniczką” jego twórczości literackiej. Zawodowo Maria Przymanowska zajmowała się tłumaczeniami z angielskiego i francuskiego. Przełożyła m.in. Czarownicę Jules’a Micheleta, opowiadania Upiór rodu Canterville’ów i Zbrodnia lorda Artura Savile Oscara Wilde’a, Zamczysko w Otranto Horace’a Walpole’a czy Klasztor i miłość Charlesa Reade’a.
W latach sześćdziesiątych napisała we współpracy z mężem, na podstawie jego powieści, scenariusz do serialu telewizyjnego Czterej pancerni i pies oraz dwa musicale dla dzieci: Pancerni i pies i Czaromistrze z muzyką Benedykta Konowalskiego.
Zmarła 15 marca 1978. Przyczyną śmierci była nagła choroba nowotworowa. Pochowana na cmentarzu Powązki Wojskowe w Warszawie (kwatera C11-3-10).
W 1999 r., za sprawą Aleksandry Przymanowskiej, trzeciej żony Janusza, zbiór dokumentów, fotografii i pamiątek z życia Marii Hulewiczowej trafił do Muzeum Historii Polskiego Ruchu Ludowego.

## Odznaczenia
Wiosną 1978 r. otrzymała legitymację Zasłużonego Działacza Kultury oraz Krzyż Kawalerski Orderu Odrodzenia Polski. Krzyż Walecznych, którym została odznaczona za działalność kurierską, został jej odebrany wyrokiem sądu z 1951 r. (po Październiku '56 Hulewiczowa nie zgodziła się na proces rehabilitacyjny, podobnie jak nie przyjęła zaproponowanego jej odszkodowania za pobyt w więzieniu).